# 개경
개경(開京)은 오늘날 개성시에 위치하고 있던 고려의 경이자 수도이다. 송악(松岳), 송도(松都), 송경(松京)으로도 불렸다.
개경은 바다와 밀접한 연관을 가지고 있던 호족의 본거지였으며, 그 중 왕씨 일가는 그 대표적인 존재였다. 궁예(弓裔)도 철원(鐵原)을 후고구려의 도읍으로 확정하기 전에는 한때 이곳을 임시 도읍으로 삼았다. 918년 왕건(王建)이 궁예를 몰아내고 고려를 세운 후 본격적으로 고려의 도읍이 되었다
919년에 송악군 남쪽에 도읍을 정하여 개주(開州)라 하고 궁궐을 창건하였다. 고려 왕성이 위치한 곳은 신라 시대의 송악군이었고 개성현은 그에 속한 현이었다. 995년에 개성부(開城府)로 개칭되어 송악현을 비롯한 수도 내를 관장하다가 1018년(현종 9) 개성부를 없애면서 송악현은 중앙 정부의 직속이 되고 개성현은 분리되었다. 1062년에 개성현이 개성부로 바뀌고 1308년에 개성부가 수도 내까지 관장하게 되면서 개성의 지위가 역전되어, 마침내 옛 송악군의 자리도 개성으로 불리게 되었다. 또한 개성은 인접한 항구 도시인 벽란도(碧蘭渡)와 함께 국제 상업 도시로 발달하였다. 이후 조선 왕조가 들어서 1394년 한양으로 천도할 때까지 489년간 고려와 조선 두 왕조의 도읍이었다.

## 국제 무역 도시로 번성
고려 시대부터 개경(開京)은 국제 무역 도시로 번성하였고 예성강 입구의 벽란도(碧瀾渡)를 통해 사신들 간의 공무역(公貿易)이 성행하였다. 그리고 동시에 사신들과 함께 온 상인들은 사무역(私貿易)을 행하였다. 개성은 고려 시대부터 중국, 동남아와 교역을 행하던 곳이었다.

## 다층 건물이 즐비한 도성
관도(官道)의 양쪽과 국상(國相) 및 부자[富人]들에게는, 왕성(王城)의 궁궐과 사찰[宮寺]에는 누각이 있었다.

## 광화문이 황성의 정문인 도성
황성(皇城)의 정문인 광화문에서 남쪽으로 뻗은 간선대로 좌우에 정부가 건설한 행랑(行廊)에 입주하여 영업을 하는 상인들이 많았다. 황성은 궁성을 한 겹 더 둘러싼 성으로 그 안에 여러 관청과 궁궐을 배치하였다.

## 같이 보기
- 고려의 행정 구역
- 3경
  - 서경 (고려)
  - 남경 (고려)
  - 동경 (고려)
- 개성부립박물관
- 태학 (고구려)
- 만월대
- 내시#고려의 내시
- 궁녀#고려의 궁녀
- 식목도감
- 만두#종류